# Клод Базен де Безон
Клод Базен де Безон (фр. Claude Bazin de Bezons; 1617, Париж — 20 березня 1684, Париж) — французький правник і державний діяч. Член Французької академії (Крісло № 1, 1643—1684).

## Біографія
Онук Клода Безон, якому 1611 року король Людовик XIII дав дворянський титул та подарував маєток Безон.
Відомий паризький адвокатвокат.
1643 року був обраний до Французької академії і з часом став її найстарішим членом.
З 1654 по 1674 рік служив інтендантом (королівським адміністративним керівником) правосуддя, поліції і фінансів в Суассоні, потім в Ланґедоку, також був уповноваженим з реорганізації університетів в Тулузі і Монпельє.
Автор перекладу Празького мирного договору 1635 року.
У Парижі Базен де Безон одружився, подружжя мало багато дітей. Дочка Сюзанна пізніше одружилася з інтендантом Луї Лебланом. Син Луї став правником, син Арман пізніше був висвячений на єпископа Руану. Син Жак став маршала Франції. Син Омер був членом Мальтійського ордену.